# Parawaldeckia karaka
Parawaldeckia karaka är en kräftdjursart som beskrevs av Lowry och Stoddard 1983. Parawaldeckia karaka ingår i släktet Parawaldeckia och familjen Lysianassidae. Inga underarter finns listade i Catalogue of Life.